# Експерименти у Випехолму
Експерименти у Випехолму представљају серију медицинских истраживања спроведених над пацијентима и запосленима у болници за особе са "тешко лечивом менталном заосталошћу" Випехолм, у Лунду, у периоду 1945-1955. године. Састојали су се од покушаја превенције каријеса употребом различитих витамина и минерала (1946-1947.), експеримената изазивања каријеса слаткишима (1947-1951.) и експеримената којима је требало утврдити утицај конзумације хлеба на здравље зуба (1953-1955.). Ови експерименти су касније довели до значајне дебате о питањима медицинске етике међу истраживачима.

## Позадина
Здравље зуба у Шведској на почетку 20. века било је на јако лошем нивоу. Године 1942. каријес је имало 99,9% регрута у шведској војсци. Каријес се често јављао чак и на млечним зубима код трогодишње деце.  Јавна стоматолошка здравствена заштита уведена је 1938. године.  Било је тешко смањити трошкове стоматолошке неге  јер узрок онога што се у народу називало "труљење зуба" још увек није био познат. Истраживачи у Шведској и ван ње питали су се да ли је каријес општа болест попут туберкулозе или су можда труљење зуба узроковале бактерије. Због тога је Риксдаг 1939. наложио спровођење студије која би утврдила узроке каријеса и начине на које се он може спречити.

### Випехолм
Болница Випехолм у источном Лунду била је специјализована државна институција за лечење онога што се тада називало ”тешко лечива ментална заосталост”.  Када се отворила 1935. године, била је 95. установа таквог типа у земљи. У њу су углавном смештани мушкарци, али и жене и деца, чије потребе нису могле бити задовољене у другим установама.Оно што је болницу Випехолм чинило погодном за истраживање је било то да је у њој живело око 1000 пацијената и 300 запослених који су боравили у истом простору и јели исту храну током дужег времена. Дакле, овде је постојала стабилна и контролисана популација погодна за вишегодишња истраживања. 

## Експерименти
Покушаји превенције каријеса почели су 1945. године, по налогу парламента, и подразумевали су употребу витамина и имали су за циљ да побољшају здравље зуба свих учесника. Истраживачи сматрају да је ово имало позитиван учинак на учеснике. Међутим, исти истраживачи критикују чињеницу да ни пацијенти, а  ни њихови рођаци нису дали своју сагласност. Током експеримента са хлебом, испитиван је утицај лепљивог, тврдог и старог хлеба. Експеримент са хлебом није дао никакве резултате и никада није публикован. Експеримент о коме се највише причало био је експеримент са шећерима. За разлику од претходних покушаја који су били превентивног типа и који су за циљ имали да помогну учесницима, ово је био експеримент који је за циљ имао да оштети зубе учесника и изазове каријес. Риксдаг је о овој промени обавештен тек када је експеримент био завршен.
У експерименту изазивања каријеса учествовало је само око 150 запослених (и касније су искључени из студије јер су многи свој део слаткиша давали другима) . Пацијенти који су пружали отпор такође нису укључени у студију јер никакав облик насиља није био дозвољен. Од 1000 пацијената и 300 запослених само 630 пацијената је на крају учествовало у студији. Учесници су били подељени у 8 група и стављени су на посебан режим исхране. Сви су наставили да узимају витамине, а енергетски садржај у основној исхрани био је редукован на 1800 kcal дневно. Једна група је била само на основној исхрани. Остали су уз основну исхрану добијали додатке од 150 g маргарина, 300 g шећера у напитку, лепљиви (свежи) пшенични хлеб или мање лепљиви (24 сата стар) пшенични хлеб. Три групе су уз храну добијале 150-250 g шећера у напитку и 22 карамеле дневно, односно 8 бомбона дневно или 24 бомбона дневно између оброка.  Дакле мања група људи је била укључена у тзв. експеримент са карамелама. Међу њима, десетак пацијената је добио 10-17 нових лезија каријеса, а још око 50 пацијената је добило до 6 нових лезија. Приликом ревизије истраживања 1949. године примећено је да је 50-ак пацијената имало потпуно уништене зубе. Пацијенти су имали досадну свакодневницу у Випехолму и веома позитивно су гледали на дељење карамела.  Карамеле су биле специјално направљене: велике да се морају дуго жвакати и лепљиве да би се лепиле за површину зуба. Нови случајеви каријеса били су бележени  и лезије евентуално поправљане од стране посебно постављених стоматолога.

## Исход
Истраживања у Випехолму била су од великог значаја за стоматологију како у Шведској тако и ван ње и данас је стопа обољевања од каријеса значајно смањена. Резултати истраживања довели су до сазнања о томе шта узрокује каријес. Утицај шећера на зубе је доказан. Последица је била да су препоруке за хигијену зуба биле у потпуности измењене и да се активност Националне стоматолошке службе преусмерила са  лечења на превенцију. Двоје истраживача из Випехолма: Лиса Свенандер Ланке и Бу Красе, наставили су сарадњу након што је истраживање завршено  1955. године, и промовисали идеју да је конзумација  веће количине слаткиша у току једног дана у недељи мање опасна од умереније количине распоређене  током читаве недеље, што је довело до стварања концепта  тзв. ”суботњих слаткиша” (шв. lördagsgodis) 

### Етички аспекти
Студије о етичким аспектима експеримената у Випехолму појавиле су се тек 1990-их.  Шведски омбудсман за особе са инвалидитетом изјавио је 2000. године да резултати студије не оправдавају  њене "ексцесе".

### Експерименти у Випехолму и култура
Шведска ауторка Елин Линдхолмс објавила је 2020. године дечју књигу "Лепа је лука" (шв. Skön är hamnen) чија је радња инспирисана експериментима.
Шведски дугометражни филм "Шећерни експеримент" (шв. Sockerexperimentet) премијерно је приказан 2023. године. 